# Rádóckölked
Rádóckölked es un pueblo ubicado en el distrito de Körmend, en el condado de Vas, Hungría.

## Superficie
Posee una superficie de 18,95 kilómetros cuadrados.

## Demografía
Hasta 2019 la población era de 306 habitantes, con una densidad de población de 16,15 habitantes por kilómetro cuadrado.